# ВЕЦ „Енина“
ВЕЦ „Енина“ е водноелектрическа централа в централна България, разположена при село Енина край Казанлък, в дефилето на Стара река в Стара планина.
ВЕЦ „Енина“ е най-старата действаща електроцентрала и една от първите електроцентрали за обществено електроснабдяване (след ВЕЦ „Панчарево“, ВЕЦ „Устето“ и ВЕЦ „Христо Лулчев“) в България. Пусната в експлоатация в началото на 1914 година, тя още функционира и произвежда електроенергия с първоначалните турбини и генератори.

## История
През 1908 г. казанлъчанинът Генчо Стайнов започва да проучва възможностите за създаване на водна електроцентрала за обществено електроснабдяване. Той изследва коритото на Стара река над село Енина и установява, че има благоприятни условия за изграждане на електроцентрала с мощност до 1000 kW. Прави първите по задълбочени проучвания за стойността на необходимите строителни работи и за пробиване на водния тунел. Заедно с бъдещите съдружници се водят разговори със съответните специалисти. Получават оферти от фирми за доставка на турбини, тръбопроводи, генератори, електрически апарати, трафопостове, далекопровод, мрежи високо и ниско напрежение и други.
През 1911 г. се регистрира Електрическо акционерно дружество „Победа“ – инвеститор и собственик на централата, съставено от предприемачите Стайнови от Казанлък, заедно със съдружници – търговците Хаджигенчеви от Дряново. Доставката на електрическите машини и материали е възложено на фирмата Siemens, а турбините – на швейцарската фирма Theodor Bell & Co. Строителните работи включват изграждане на водохващане със стена от каменна зидария, открит канал, тунел дълъг 720 m., водна камера, напорен тръбопровод и сгради за централата. Изкопаването на тунела е възложено на италианците Ровети и Паскале, осьществили тунелните работи по подбалканската железопътна линия. Изкупени са част от тепавиците, които се намират по дефилето и възпрепятстват строежа на централата.
В електроцентралата са предвидени три турбини, като през 1913 г. е запланувано да се монтират 2 по 350 к.с. и 2 генератора с мощност 225 кVA за напрежение 6500V, 50 Hz. Енергията се пренася до Казанлък на разстояние 8 km. чрез мрежа 6500 V, с проводници, монтирани върху дървени стълбове.
През месец октомври 1912 г. работата е прекъсната за цяла година, поради избухването на Балканската, а след това и на Междусъюзническата война, след което работата се подновява. Дружеството внася необходимите електродвигатели за осъществяване на всички задвижвания във фабриките и занаятчийските работилници от Казанлък, проявили интерес. То инсталира публично осветление на улиците в града и захранва с електроенергия за осветление частните къщи на гражданите, поставя безплатно електрически шнурове (тогава скрити инсталации не се правят), ключове и лампи на желаещите граждани, магазини и учреждения.
Строителството на централата и свързаните с нея съоръжения предизвиква силна съпротива сред местните жители и общината на Енина, които се опасяват от увреждане на водите от турбините и пожари от електропроводите. Заради протести и саботажи трасето на електропровода е изместено, а част от строителните работи се извършват след намеса на жандармерия срещу протестиращите селяни.
В края на 1913 г. са направени първите успешни проби. Казанлък е захранен с електрическа енергия на 31 декември 1913 г. точно в полунощ. Градът светва – всички предприятия и сгради, собствениците на които са се доверили на създателите. Започва бурно развитие на града. Наличието на електроенергия дава възможност за създаване на съвременни предприятия и фабрики и това привлича много чужди капитали.
След Балканските войни ВЕЦ „Енина“ непрекъснато се развива. Мрежите високо и ниско напрежение се модернизират. През 1921 г. се електрифицира село Енина. От 1936 г. технически директор и член на управителния съвет на ЕАД „Победа“ става инж. Нанчо Нанчев, един от основателите на Техническия университет, София след 1945 г. Той взема активно участие в проектирането и строежа на разширението на централата. През 1937 г. в централата се доставя нова турбогенераторна група 740 к.с.
На 25 декември 1947 г. ВЕЦ „Енина“ е национализирана и от 1947 г. до 1993 г. е държавна собственост. В началото на 1994 г. централата е реституирана на предишните собственици. През 1972 г. е създадена музейна сбирка.
Чрез създаването на ВЕЦ „Енина“ Казанлък изпреварва градове като Пловдив, Русе, Бургас, Сливен и служи за пример на подражание. Наличието на електроенергия спомага за бързия индустриален и културен подем на града.

## Енергийни показатели
- Инсталирана мощност Р = 1020 kW[1]
- Максимално водно количество Q = 1.3 m³/s
- Воден пад H = 101.9 m

Двете най-стари турбини са тип „Пелтон“ с две работни колела; мощността на турбината се регулира с по две дюзи на работно колело; мощност Pn = 240 kW; честота на въртене Nn = 750 об/min;
Третата турбина е тип ФРАНЦИС; мощността на турбината се регулира с направляващ апарат; мощност Pn = 540 kW; честота на въртене Nn = 1500 об/min.
Централата няма воден басейн и мощността на работа се определя от постъпващите по реката водни количества. Това се постига автоматично чрез ниворегулационна уредба, която следи нивото на водата в апаратна камера и изменя натоварването на турбината, така че да поддържа постоянно ниво. Достигането на крайно „високо“ и „ниско“ ниво се сигнализират и оперативният персонал пуска или спира поредната турбина.